# مرکز مالکون
مرکز مالکون (به لاتین: Malecon Center) یک آسمان‌خراش در جمهوری دومینیکن است که در سانتو دومینگو واقع شده‌است.